# 562 a.C.
Il 562 a.C. (DLXII a.C. in numeri romani) è un anno  del VI secolo a.C.

## Morti
- Nabucodonosor II, sovrano babilonese (n.642 a.C.)